# Glypta strigosa
Glypta strigosa là một loài tò vò trong họ Ichneumonidae.